# Religion au Brésil
Religions au Brésil (recensement de 2022)
- Catholicisme (56,75 %)
- Protestantisme (26,85 %)
- Spiritisme (1,84 %)
- Religions afro-brésiliennes (Umbanda et Candomblé) (1,05 %)
- Traditions indigènes (0,06 %)
- Autres religions (4,01 %)
- Sans religion (9,28 %)
- Non déclarée (0,17 %)

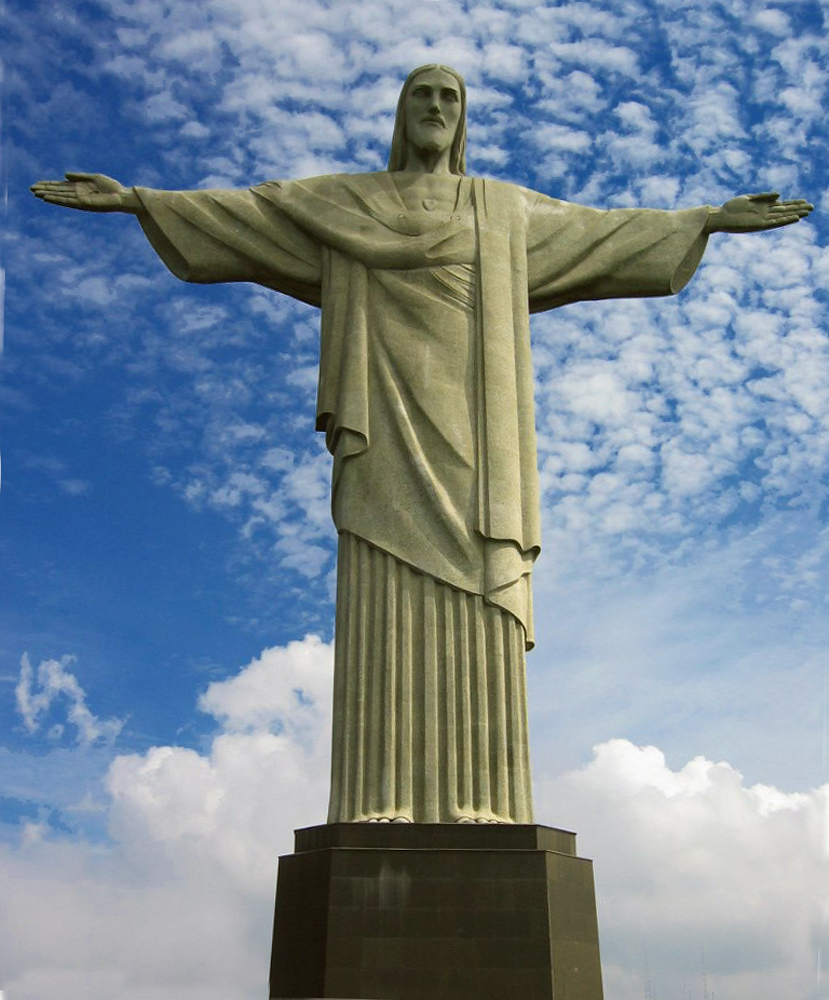
Statue du Christ Rédempteur à Rio de Janeiro au Brésil.

Le Brésil est un pays très divers du point de vue des religions, avec une forte tendance à la mobilité de la part des croyants. La population est majoritairement chrétienne (88 %). Selon le recensement de 2022, les catholiques représentent 56,75 % de la population et les protestants 26,85 %. Héritage de la colonisation portugaise, le catholicisme était la religion officielle de l'État brésilien jusqu'à la promulgation de la Constitution républicaine de 1891 qui institue l'État laïque.
La main-d'œuvre esclave, venue principalement d'Afrique, a amené ses propres pratiques religieuses, qui résistèrent à la répression des colonisateurs, donnant naissance à nombre de religions afro-brésiliennes.
Dans la seconde moitié du XIXe siècle, le spiritisme se répand dans le pays, qui compte aujourd'hui le plus grand nombre d'adeptes de cette doctrine dans le monde.
Depuis les dernières décennies du XXe siècle, les religions issues de la réforme protestante se développent rapidement en nombre de pratiquants, jusqu'à représenter une part significative de la population.
De la même manière, le nombre de personnes se déclarant « sans religion » augmente fortement, dépassé seulement par le nombre de catholiques et d'évangéliques.
De nombreux pratiquants parmi les religions afro-brésiliennes, de même que beaucoup de spirites, se déclarent également « catholiques » et suivent certains rites de l'Église catholique. Ce type de tolérance religieuse associé au syncrétisme est un trait historique particulier de la religion au Brésil.
Ces dernières années cependant, l'intolérance religieuse se développe, ce qui a nécessité la création, par le président Luiz Inácio Lula da Silva, d'une « journée contre l'intolérance religieuse » le 21 janvier, ce qui dénote la reconnaissance du problème par l'État,,.

## Religions au Brésil

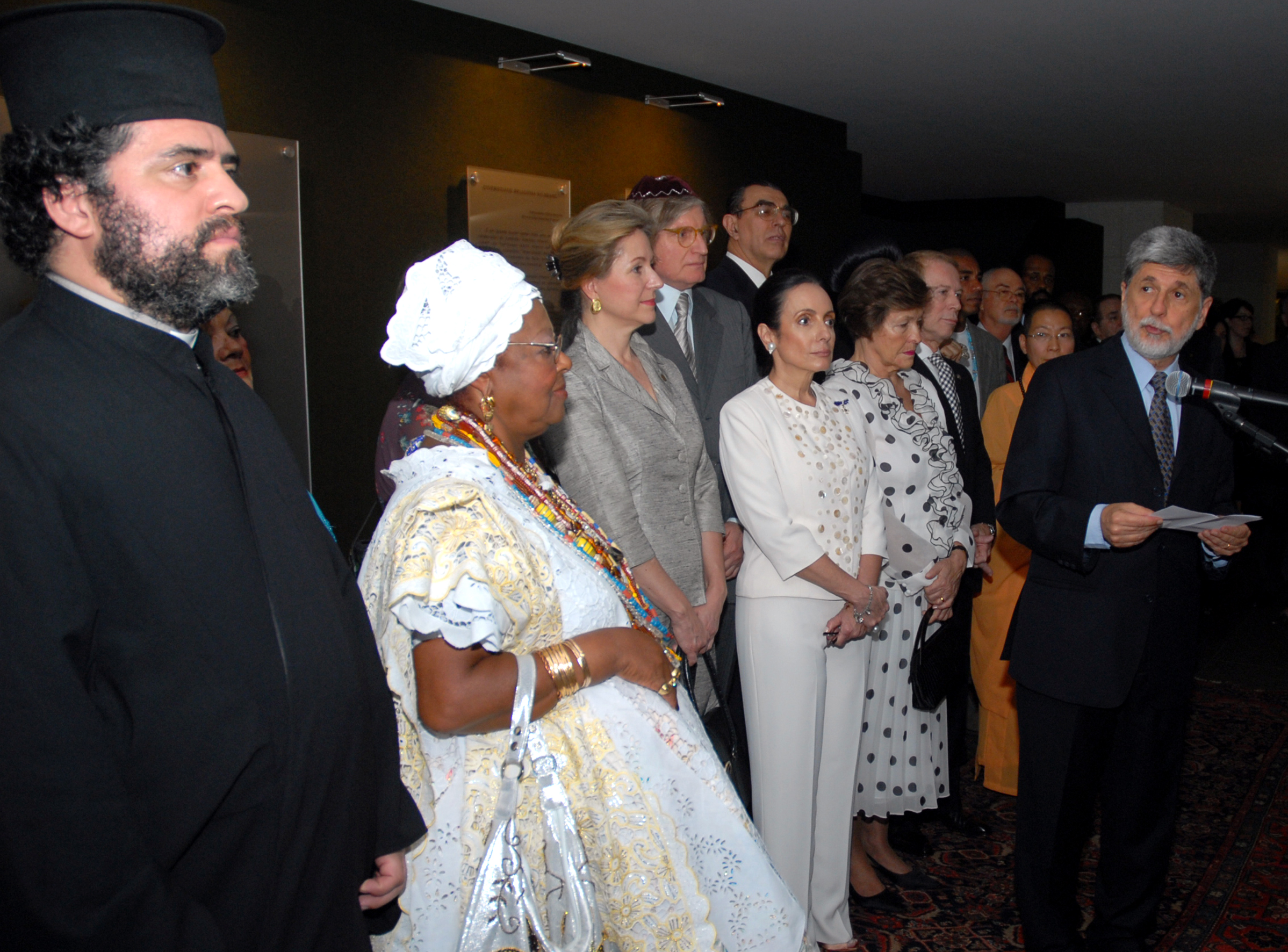
Le ministre des Affaires étrangères, Celso Amorim, lors de l'inauguration de l'exposition « diversité religieuse au Brésil » - Marcello Casal Jr/ABr.

Les confessions principales au Brésil sont les religions catholique et protestante (notamment évangélique) , selon les derniers recensements de l'IBGE datant de 2022. Les « sans religion » représentent 9,28 % de la population. Les religions afro-brésiliennes (1,05%), orientales, juives ou encore le bahaïsme ne rassemblent, toutes réunies, que moins de 5 % de la population du pays.

### Christianisme

#### Catholicisme

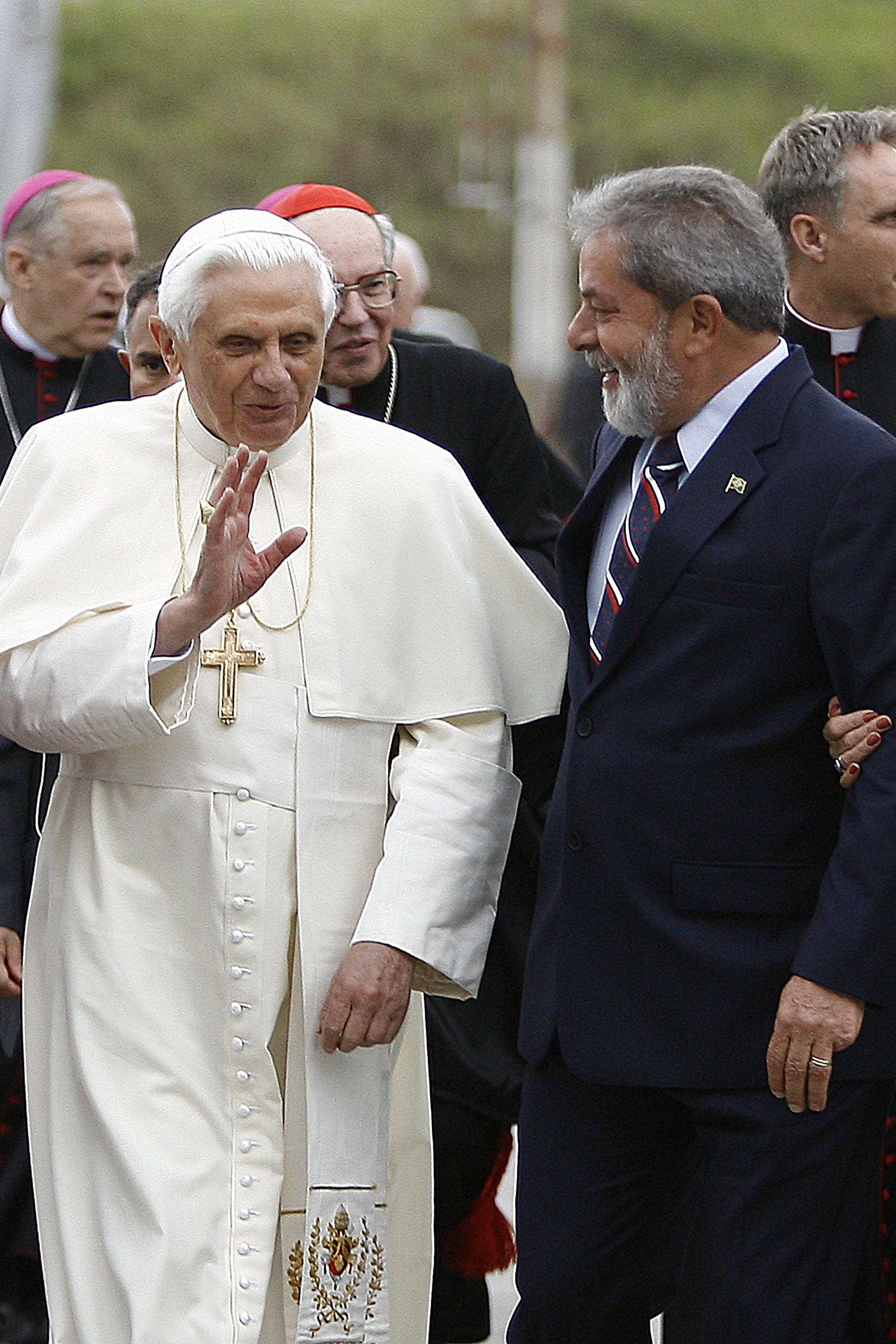
Le pape Benoît XVI lors de sa visite au Brésil en mai 2007.

Depuis le XVIe siècle, la principale religion au Brésil est le catholicisme romain. Il fut introduit par les missionnaires qui accompagnaient les explorateurs et les colons portugais qui arrivèrent dans le pays. Le Brésil est considéré comme le plus grand pays catholique du monde, en nombre de pratiquants, avec 61 % de la population brésilienne qui se déclare catholique, selon de recensement de PewResearchCenter.
Parmi les traditions populaires liées au catholicisme au Brésil, on trouve le pèlerinage à Notre-Dame d'Aparecida, la sainte patronne du pays. D'autres célébrations populaires traditionnelles, caractéristiques du pays, sont le Círio de Nazaré (à Belém) et la Festa do Divino Espírito Santo.
Depuis la fin du XXe siècle, un certain désintérêt se fait sentir pour les formes traditionnelles de religiosité, perceptible notamment dans le fait qu'un grand nombre de personnes se déclare « catholique non-pratiquant ». Seulement 20 % des brésiliens se déclarent « catholiques pratiquants ».
Le mouvement du renouveau charismatique catholique (RCC) arrive au Brésil au milieu des années 1970 et commence à s'affirmer dans les années 1990. Le mouvement prétend rénover la manière d'aborder l'évangélisation et renouveler les pratiques traditionnelles des rites et de la mystique catholique, en se basant notamment sur l'expérience personnelle. Il se rapproche par certains aspects des mouvements pentecôtistes, comme par l'adoption de positions fondamentalistes et un rejet du syncrétisme religieux.
Comptant un grand nombre de laïcs, le RCC représente aujourd'hui une proportion importante des catholiques pratiquants du pays. Une des communautés les plus célèbres de ce mouvement est la Canção Nova, présidée par le père Jonas Abib et qui possède une chaîne de télévision. Une autre icône du RCC au Brésil est le père Marcelo Rossi, phénomène des médias et de la culture de masse.
Sous une unité de dénomination, le catholicisme brésilien recouvre de nombreuses réalités différentes, comptant même quelques dissidences parmi lesquelles l'Église catholique apostolique du Brésil.
L'anneau de tucum est un signe de l'engagement de l'église pour les pauvres.
Le catholicisme revendique en 124 000 000 croyants, soit 64 % de la population du pays.
- Église catholique au Brésil (en)
- Histoire de l'Église catholique au Brésil (en)
- Liste des saints catholiques au Brésil (en), Escrava Anastacia
- Liste des diocèses catholiques au Brésil (en)
- Renouveau charismatique catholique (1967-)
- Théologie de la libération (1968-)
- Hélder Câmara (1909-1999)
- Théologiens brésiliens

Le 21 mai 2019, le Brésil est consacré au Cœur immaculé de Marie, à l’initiative du député Eros Biondini (pt) et du Front parlementaire catholique. La proclamation est faite au palais présidentiel par Mgr Fernando Rifan, supérieur de l'Administration apostolique Saint-Jean-Marie-Vianney, en présence du président Jair Bolsonaro et du général Floriano Peixoto, ministre-chef du secrétariat général de la présidence.

#### Protestantisme
Le protestantisme est la seconde religion du Brésil, représentée principalement par les Églises Évangéliques, avec environ 52 millions de fidèles en 2014 selon Pew Research Center.
Le protestantisme désigne une grande variété de congrégations distinctes, caractérisées par une libre interprétation de la Bible. Aucune institution ne regroupe ni représente les protestants en tant que communauté unique. Chaque groupe possède une autonomie religieuse et administrative pleine et entière, à la différence d'autres mouvement religieux chrétiens.
Les premiers protestants arrivent au Brésil en 1811, avec l'arrivée de la famille royale portugaise et l'ouverture des ports aux nations alliées garantie par le traité de commerce et de navigation. Des commerçants anglais établissent alors l'Église anglicane dans le pays dès 1811. D'autres Églises s'implantent avec les différentes vagues d'immigrations : les allemands apportent avec eux les Églises luthérienne en 1824 et adventiste en 1890 ; les américains, les Églises baptiste et méthodiste. Les missionnaires Robert Kalley et Ashbel Green Simonton implantent les Églises congrégationaliste (en 1855) et presbytérienne (en 1859), à destination du peuple brésilien.
- Église presbytérienne du Brésil, revendiquant 900 000 membres
- Témoins de Jéhovah, 67 449 membres en 2014, en 11 562 congrégations, mais 1 400 000 revendiqués en 2010
- Protestantisme au Brésil (en) (20 à 30 % de la population en 2014)
- Anglicanisme au Brésil (pt)

#### Évangélisme

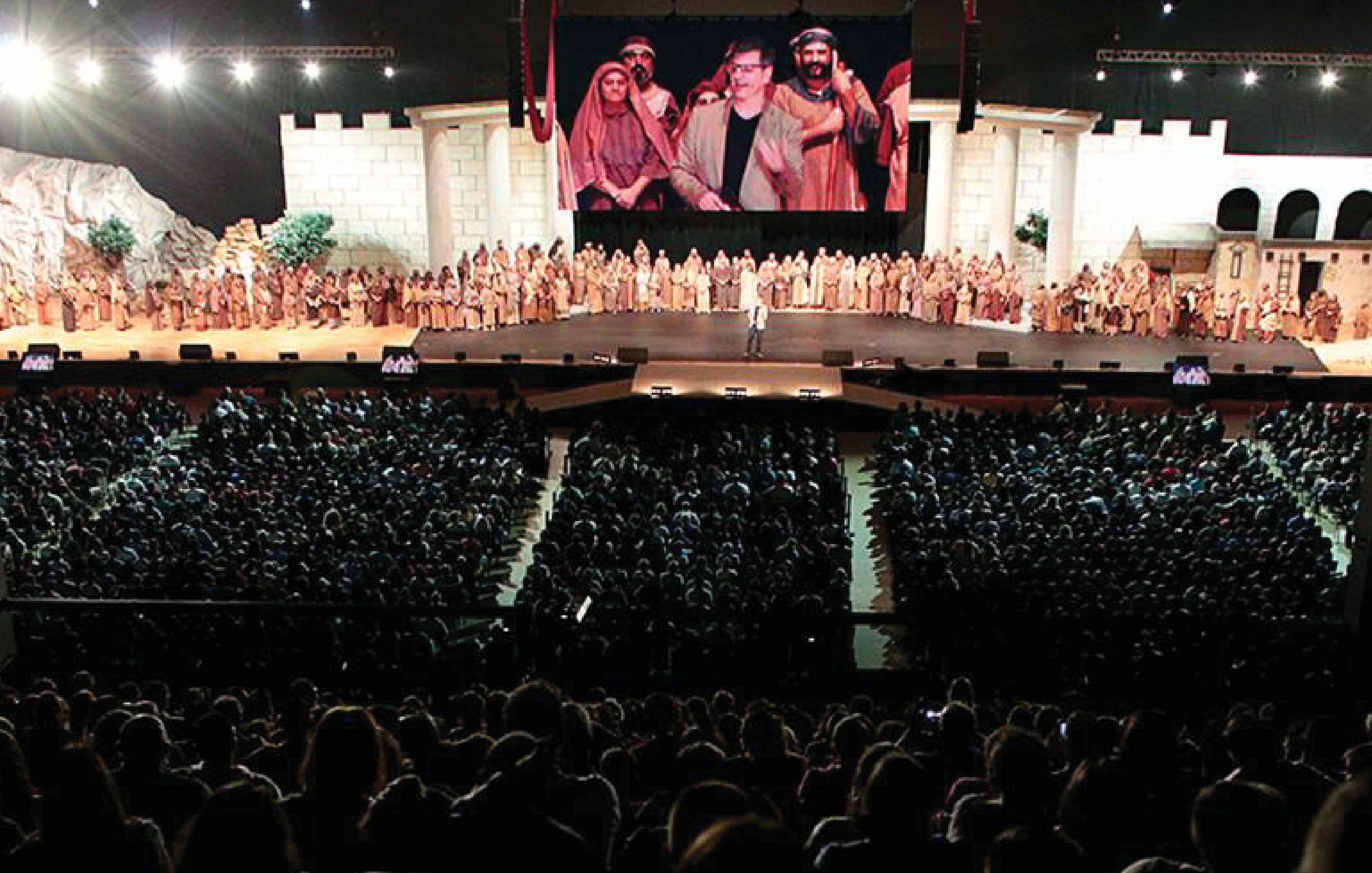
Spectacle sur la vie de Jésus à l’Église de la cité affiliée à la Convention baptiste brésilienne, à São José dos Campos, Brésil, 2017.

La Convention baptiste brésilienne, officiellement créée en 1907 , comptait (en 2015) 8 392 églises et 1 618 663 membres .
En 1910, le pentecôtisme, notamment représenté par la congrégation chrétienne (au Brésil) et les Assemblées de Dieu, arrive dans le pays.
La Convention générale des Assemblées de Dieu au Brésil a été officiellement fondée en 1930 . En 2013, elle comptait 280 000 églises et 3,5 millions de membres .
À partir des années 1950, le courant se diversifie par la création de nombreux autres mouvements, tandis que d'autres courants protestants traditionnels se tournent également vers le pentecôtisme. Dans les années 1970, le mouvement néo-charismatique apparaît, avec des églises comme l’Église universelle du Royaume de Dieu fondée en 1977.
Ces Églises ont commencé par attirer une large partie des millions de paysans qui avaient migré des campagnes vers la périphérie des villes, lors de l'exode rural, de 1950 à 1980. Souvent très pauvres, beaucoup se sont tournés vers les Églises évangéliques, qui proposaient quantité de services : aides financières, paniers repas, vêtements, alphabétisation par la Bible, groupes de soutien pour sortir de la drogue ou de l'alcoolisme. « L’Église fonctionne comme un État social informel, pour ceux que l’État tout court a abandonnés. Les plus pauvres y retrouvent une forme de dignité, entrevoient la possibilité d'une aisance matérielle. La progression évangélique est le fruit des inégalités brésiliennes », souligne l'anthropologue  Juliano Spyer, fondateur de l'Observatoire évangélique brésilien.

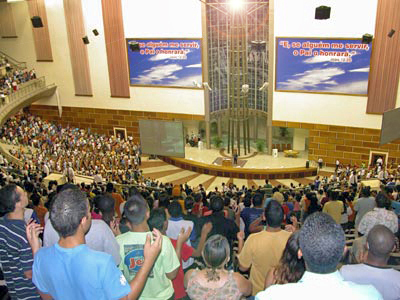
Service à la Catedral Mundial da Fé, à Rio de Janeiro.

Dans les dernières décennies, les Églises protestantes, notamment pentecôtistes, progressent rapidement. Il s'agit du courant religieux avec le plus fort taux de croissance. Le protestantisme est notamment très implanté au Rio Grande do Sul (par la présence de descendants de colons allemands de confession luthérienne) et dans les grandes capitales du sud-est du pays comme São Paulo, Rio de Janeiro, Belo Horizonte, Goiânia et Brasília.
Valdemar Figuerdo, professeur de science politique et théologien brésilien, se montre très critique concernant l'influence politique exercée par ce courant. D'après lui, le but de nombreux leaders évangéliques est « de revenir en arrière, contre l’État laïque, la science autonome, l’importance des universités, la pensée libre, la condition des femmes, les questions de genre, les droits des minorités. Ce sont des groupes médiévaux. Politiquement cela change tout, on n’est plus dans une discussion entre conservateurs et progressistes, dans un contexte démocratique. À partir du moment où le slogan du gouvernement est “Dieu au-dessus de tout”, cela veut dire que tout est remis en question ».
L’Église évangélique soutient l’expansion de l’État d’Israël dans les territoires palestiniens occupés, croyant que le renforcement du pays permettra le retour du Messie. Une grande partie des évangéliques ont soutenu l'élection de Jair Bolsonaro en 2018.
- Iglesia Apostólica Plenitud del Trono de Dios (pt) (2006)
- Église universelle du Royaume de Dieu (1977)

Les progrès des évangélistes au Brésil ont eu un impact majeur sur la vie politique, en renforçant les valeurs conservatrices. La montée en puissance du vote évangélique a favorisé l'élection de leaders politiques partageant ces valeurs, comme Jair Bolsonaro. Ces derniers ont influencé la législation sur des sujets tels que l'avortement, les droits LGBT+ et la famille traditionnelle. L'influence évangélique a également renforcé l’anticommunisme et soutenu des politiques économiques libérales. Cette dynamique a provoqué une polarisation croissante, avec une opposition marquée entre conservateurs et progressistes.

#### Mormonisme

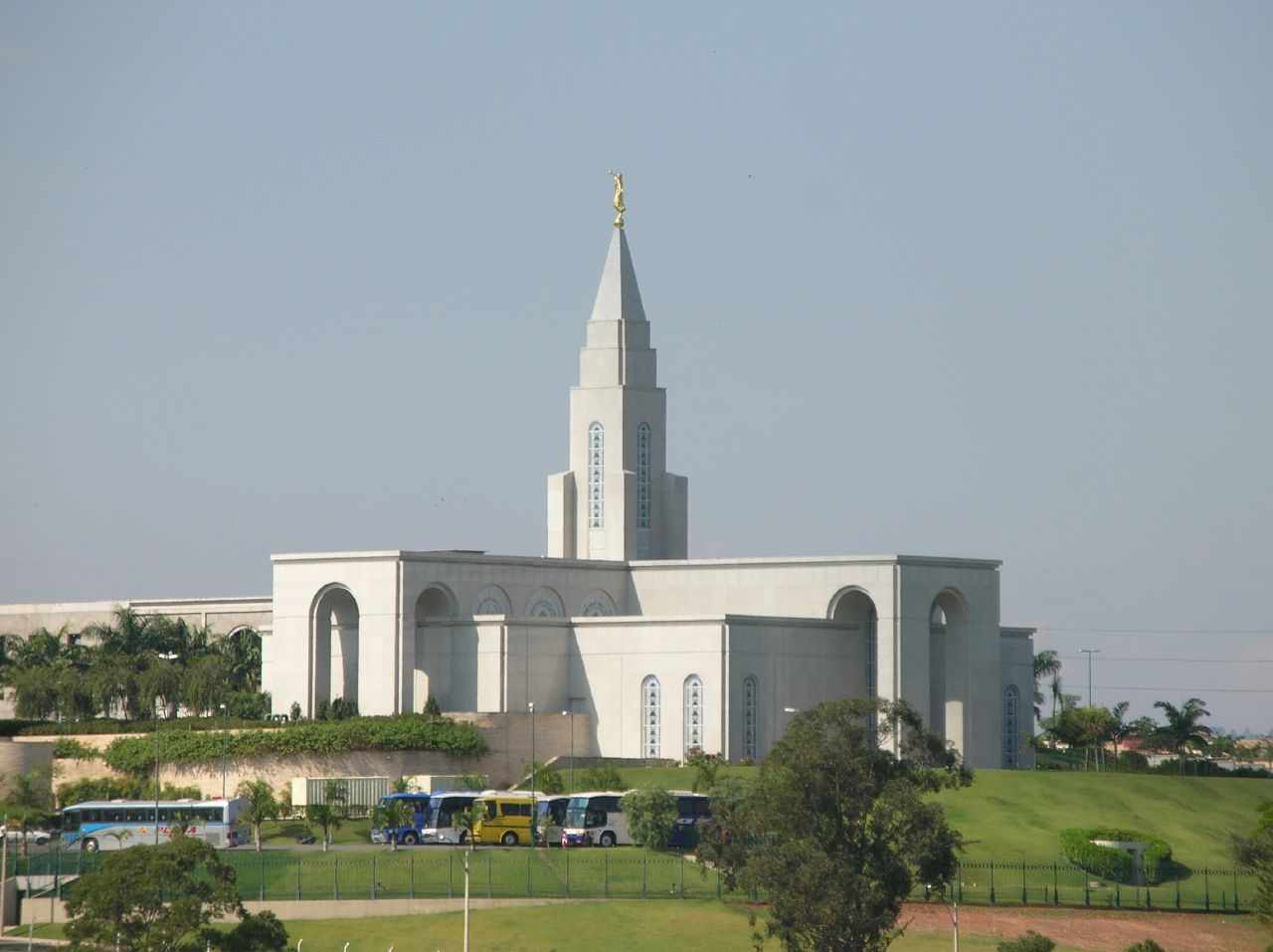
Temple mormon à Campinas.

Le mormonisme arrive au Brésil en 1923 par le biais d'immigrants allemands. Le prosélytisme commence en 1927 avec l'arrivée de missionnaires. Il existe aujourd'hui 27 missions et plus de 900 chapelles mormones à travers le pays.
Les membres de l'Église de Jésus-Christ des saints des derniers jours au Brésil (pt), communément appelés mormons, constituent la deuxième communauté la plus importante de cette Église dans le monde, après les États-Unis avec près de 900 000 membres selon leurs statistiques internes, qui incluent de nombreux membres ne fréquentant plus l'église. En 2000, le recensement de l'IBGE ne recense que 200 000 personnes se réclament de cette confession.
Le Brésil compte cinq temples mormons en fonctionnement (à São Paulo, Recife, Porto Alegre, Campinas et Curitiba).

#### Témoins de Jéhovah
Au Brésil, la communauté des Témoins de Jéhovah est en forte croissance. On compte quasiment 830 000 proclamateurs qui pratiquent la prédication pour les Témoins de Jéhovah dans le pays. Le courant est arrivé au Brésil vers la fin du XIXe siècle et le début du XXe siècle.
George Young est le premier missionnaire envoyé au Brésil et il procède à la traduction des ouvrages des Témoins en portugais. En 1923, à Rio de Janeiro est fondée la première association chargée d'œuvrer à la divulgation de leur croyance dans le pays. Le siège des Témoins de Jéhovah au Brésil est situé à Cesário Lange, dans l'État de São Paulo.
Les États comptant le plus grand nombre d'adeptes sont São Paulo, le Minas Gerais, Rio de Janeiro, Bahia et le Rio Grande do Sul. Les Témoins de Jéhovah sont très actifs au Brésil dans le travail pour l'alphabétisation des sourds et muets et l'enseignement de la langue des signes.

#### Église grecque-catholique melkite et Église maronite
Les Églises catholiques orientales (Église maronite, Église grecque-catholique melchite) comptent quelques dizaines de paroisses et communautés : 
- Éparchie Notre-Dame-du-Paradis de São Paulo des Melkites
- Éparchie Notre-Dame-du-Liban de São Paulo des Maronites

#### Église orthodoxe

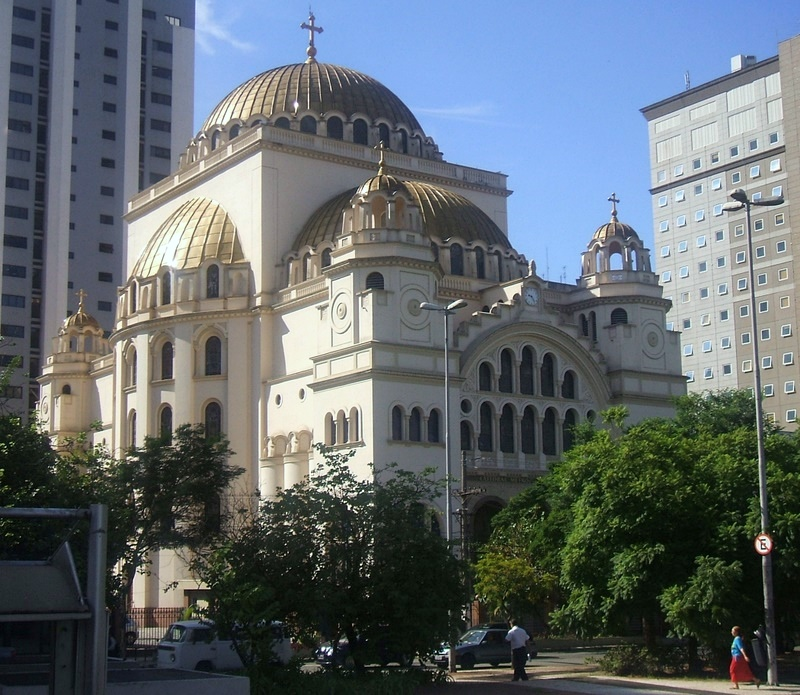
La cathédrale métropolitaine orthodoxe de São Paulo, sur la rua Vergueiro.

L'Église orthodoxe est également présente au Brésil. La cathédrale métropolitaine orthodoxe de São Paulo est le siège épiscopal de l'archidiocèse orthodoxe antiochien de São Paulo et de tout le Brésil. Il s'agit d'un exemple d'architecture byzantine remarquable en Amérique du Sud. Conçue dans les années 1940 sur le modèle de Sainte-Sophie de Constantinople (aujourd'hui Istanbul), elle fut inaugurée en janvier 1954. Malgré la présence de cet édifice prestigieux, l'Église orthodoxe reste peu représentée dans le pays.
Historiquement, l'Église catholique romaine s'est séparée de l'Église orthodoxe primitive vers 1054, bien après l'inclusion du Filioque vers 800. On ne doit donc pas inclure les orthodoxes dans les statistiques des catholiques du Brésil (voir infra).
- Environ 130 000 pratiquants en 2010.

#### Spiritisme

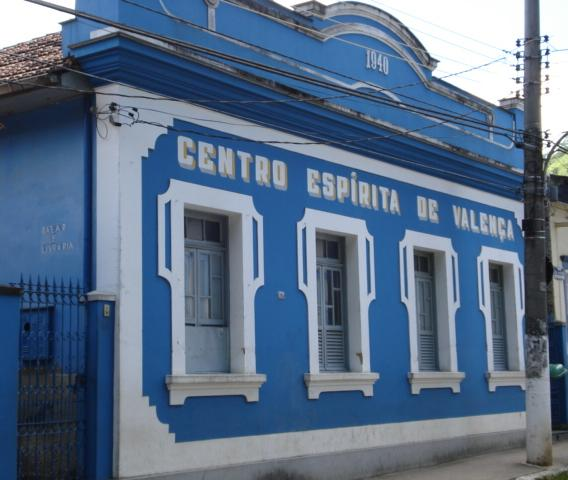
Centre spirite à Valença.

La doctrine spirite est basée sur les trois fondamentaux que sont la philosophie, la science et la religion, reprenant notamment une libre interprétation des Évangiles dans l'Évangile selon le spiritisme, ce qui peut justifier de sa position dans les religions chrétiennes.
Le spiritisme est un courant en forte croissance au Brésil. En l'an 2000, le pays comprenait 2,3 millions de spirites, ce qui en fait la principale nation de cette doctrine en nombre de pratiquants.
Initialement codifié comme doctrine philosophique par le français Allan Kardec dans son Livre des Esprits, publié en 1857, le spiritisme fut profondément remanié à son arrivée au Brésil, dans un sens beaucoup plus religieux. Le premier centre spirite est créé en 1865, à Salvador, sous le nom de « Grupo Familiar do Espiritismo ». En 1873, la « société d'études spirites » (« Sociedade de Estudos Espíritas » en portugais) est fondée et s'occupe de traduire en portugais les œuvres d'Allan Kardec.
Depuis les années 1880, de nombreuses personnalités, médiums ou non, popularisent le spiritisme dans le pays.
- Histoire du spiritisme au Brésil (pt)
- Jean-Baptiste Roustaing (1805-1879, Roustainguisme)
- Umbanda, religion afro-brésilienne avec spiritisme
- Rationalisme chrétien (pt), années 1910, Luís José de Matos (1860-1926), Luís Alves Tomá (1871-1931), Centro Espírita Amor e Caridade
- Ramatis (pt), Hercílio Maes (pt) (1913-1993, ramatisme), années 1950
- Apométrie (pt), Hospital Espírita de Porto Alegre (pt), années 1960
- Conscientiologie (pt), Waldo Vieira (1932-2015), Voyage astral, Rétrovision, années 1960

### Religions afro-brésiliennes

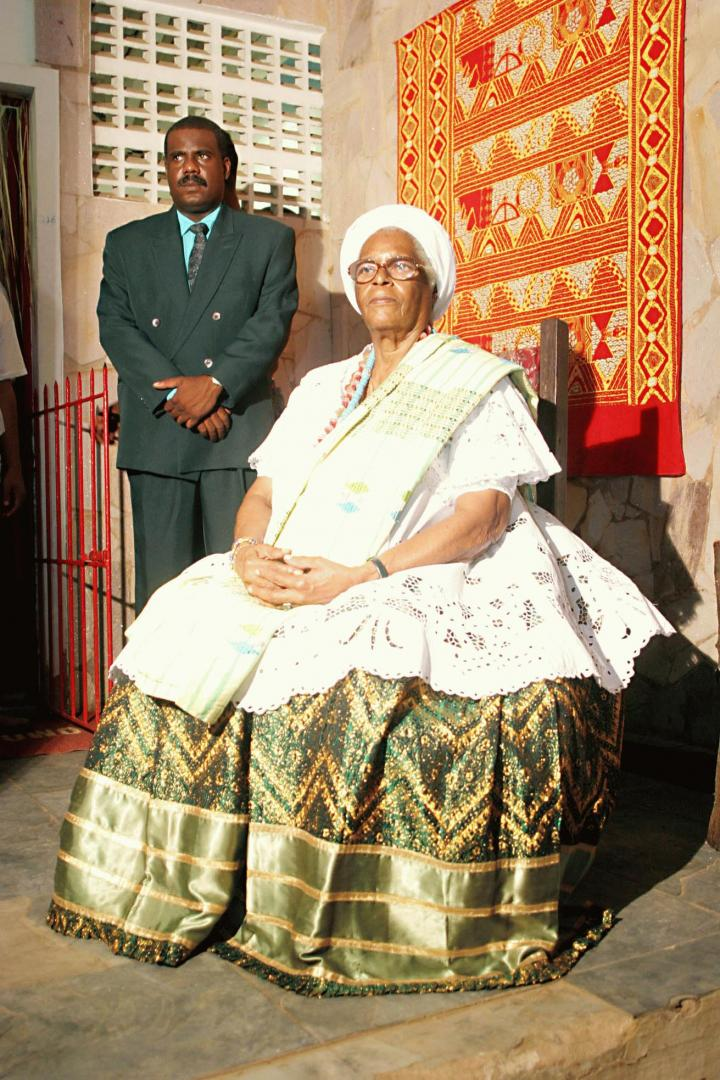
Mère Stella de Oxóssi, Iyálorixá (prêtresse) de candomblé à Salvador, Bahia.

Avec l'arrivée d'esclaves africains au Brésil, les traditions de ces derniers donnèrent naissance à diverses religions, comme le candomblé, qui comptent des milliers de pratiquants, principalement au sein des populations descendant des esclaves africains. Au côté du candomblé, religion originaire d'Afrique occidentale, on trouve également l’umbanda, qui représente un syncrétisme du catholicisme, du spiritisme et du culte des orishas africains. Ces religions sont actuellement présentes dans l'ensemble des pays.
Les religions appelées religions afro-brésiliennes longtemps combattues par le pouvoir sont aujourd'hui autorisées dans le pays, mais la majorité de leur pratiquants préfèrent, encore aujourd'hui, se déclarer « catholiques » pour éviter toute discrimination, notamment professionnelle.
Dans les pratiques actuelles, les adeptes de l'umbanda pratiquent des offrandes de nourriture, de bougies et de fleurs dans les lieux publics en l'honneur des esprits. Les terreiros de candomblé sont plutôt discrets de manière générale mais les fidèles se manifestent lors de grandes cérémonies, comme la « fête de Iemanja » sur tout le littoral brésilien.
- Afro-Brésiliens, Jour de la conscience noire
- Religion afro-brésilienne
- Quimbanda, Macumba, Santería, Quimbois, Palo, Shangô
- Vaudou, Agassu (pt), Batuque (pt), Babaçuê (pt)
- Babalorixá (Père de saint) et Ialorixá (Mère de saint)
- Terreiro de candomblé
- Aruanda (en)
- Tambor de Mina (pt)

### Chamanisme
De l'État de Bahia jusqu'au nord du pays, on recense des pratiques diverses (appelées localement pajelança, catimbó,Allanisme, jurema, tambor de Mina ou encore terecô) aux fortes influences indigènes.
En 2004, la commission nationale contre les drogues (CONAD), dépendant du ministère de la justice brésilien, a reconnu, au terme d'un processus de 18 ans, la légalité de l'usage religieux de l'ayahuasca par la communauté du Santo Daime.
- Payelanza (es)
- Ayahuasca (Yagé), Psychotria viridis, Banisteriopsis caapi, Diplopterys cabrerana (es)

### Islam
D'après les recensements démographiques de l'Institut brésilien de géographie et de statistiques (IBGE), le nombre de musulmans au Brésil est passé de 27 239 en l'an 2000 à 35 167 en 2010, soit moins de 0,1 % de la population totale.
La présence musulmane est ancienne : connus sous le nom de Malês et de Muçulmis, 15 % des esclaves africains dans le pays étaient musulmans. Entre 1807 et 1835, ils se révoltèrent à plusieurs reprises. La plus importante, impitoyablement réprimée, dite la révolte des Malês, eut lieu à Salvador de Bahia, dans la nuit du 24 janvier 1835.

### Judaïsme
Bien que minoritaire dans le contexte brésilien, le judaïsme possède dans le pays une de ses plus importantes communautés, la neuvième en nombre dans le monde. L'immigration juive vers le Brésil a commencé dès la découverte du Brésil.
Les juifs portugais et espagnols, fuyant les persécutions, s'installent dans le pays en quête de liberté religieuse. La première synagogue des Amériques, la synagogue Kahal Zur Israel est construite à Recife, en 1637.
En 2020, la population approximative de personnes se revendiquant juives au Brésil atteint 120 000 individus.
Le nombre de synagogues dépasse la vingtaine.
- Histoire des Juifs au Brésil (depuis environ 1500)
- Synagogue Kahal Zur Israel
- Congregação Israelita Paulista (1936)

### Autres
- Bouddhisme au Brésil : 250 000 adeptes
- Hindouisme au Brésil (en) : 9 500 adeptes en 2010
- Baha'isme au Brésil (en) : 42 211 adeptes en 2005
- Shinshūkyō, nouveaux mouvements religieux japonais : < 5 000 adeptes
- Néopaganisme : peut-être 600 000 adeptes ou sympathisants

### Athéisme et agnosticisme
Selon le dernier recensement de l'IBGE en l'an 2010, environ 15 millions de Brésiliens (8 % de la population totale) se considèrent athées, agnostiques ou déclarent croire en un seul Dieu, sans avoir de religion particulière. Il convient de souligner que l'IBGE ne fait pas ici la différence entre ces trois dernières catégories, regroupées sous le terme « sans religion ».
Une étude menée par Pew Forum en 2006 indique que le nombre de personnes n'étant pas affiliées à une religion serait d'environ 9 %. Actuellement, seuls les catholiques et les évangéliques dépassent en nombre les « sans religion ». À titre de comparaison, la moyenne mondiale de « sans religion » est d'environ 23,5 % de la population totale.

## Interventions dans la vie politique
Les évangéliques ont commencé à investir la vie politique dans les années 1990. Le lobby parlementaire évangélique comprend, en 2020, 195 députés, soit 38 % des sièges à la Chambre basse.
À gauche, le Parti des travailleurs (PT) s'est d'abord rapprochée de la théologie de la libération, un courant latino-américain apparu dans les années 1960 qui promeut un clergé en lutte contre la dictature et les injustices sociales.et n'a longtemps eu que peu de liens avec les églises évangéliques. La chercheuse Margaux De Barross, spécialisée dans l'engagement politique des pasteurs brésiliens, souligne que « la gauche brésilienne a toujours eu des préjugés, voire de la condescendance, vis-à-vis des évangéliques. Une certaine incompréhension prévaut vis-à-vis de ces pauvres qui choisiraient l'aliénation à l’Église plutôt que la défense de leurs droits, à laquelle s'ajoute un rejet de ce qui est perçu comme du “charlatanisme” et un culte “bling-bling” de la prospérité capitaliste. » La gauche s'irrite aussi des positions très conservatrices d'une majorité de pasteurs, notamment sur l'avortement et les droits des minorités sexuelles. Certains pasteurs évangéliques sont engagés à gauche, mais ils sont minoritaires,.
En conséquence, les églises évangéliques choisissent généralement de soutenir la droite lorsqu'elles prennent position politiquement. Beaucoup ont été engagées en faveur de Jair Bolsonaro lors des élections présidentielles de 2018 et de 2022. Arrivé au pouvoir, celui-ci place des ministres évangéliques à l'éducation et à la justice, annule 260 millions d'euros de dettes des Églises, et nomme le juriste presbytérien André Mendonça au Tribunal suprême fédéral, plus haute juridiction du pays.
L’Église catholique organise en 2019 un synode pour l’Amazonie. Le président Jair Bolsonaro dénonce alors le supposé caractère « politique » de l'évènement, qu'il qualifie d'« atteinte à la souveraineté nationale » et charge les services de renseignement de le « suivre ». Les relations entre l’Église brésilienne et le gouvernement sont assez tendues ; pendant sa campagne électorale, Jair Bolsonaro avait accusé les évêques d’être « la partie pourrie de l’Église ». « On sent chez lui comme du dédain, sinon de la haine pour l’Église, il préfère les évangéliques » commente le théologien Paulo Suess, du Conseil indigéniste missionnaire (Cimi). Il existe cependant un courant conservateur, voire intégriste, qui s'est rapproché des plus hautes sphères du pouvoir.

## Recensement et évolution des religions au Brésil
Au dernier recensement, réalisé en 2000 par l'institut brésilien de géographie et de statistiques (IBGE), à la question « Quelle est votre religion ? », plus de 35 000 types de réponses différentes ont été données et plus de 1000 noms ont été cités. L'enquête de l'IBGE tient compte des déclarations des personnes interrogées. Ce mouvement de diversification de l'offre dans le champ religieux brésilien fait évoluer en profondeur les structures sociales du pays

### Évolution
Les données du tableau suivant présentent l'évolution, en pourcentage, de la proportion de personnes se déclarant d'un groupe religieux. On peut noter la forte progression des protestants (principalement évangéliques) et des personnes sans religion.
| Religion                          | 1970   | 1980   | 1990   | 2000   | 2010   | 2022   |
| Catholicisme                      | 91,8 % | 89,0 % | 83,3 % | 73,6 % | 64,6 % | 56,7 % |
| Protestantisme                    | 5,2 %  | 6,6 %  | 9,0 %  | 15,6 % | 22,2 % | 26,9 % |
| Sans religion                     | 0,8 %  | 1,6 %  | 4,7 %  | 7,4 %  | 8,0 %  | 9,3 %  |
| Spiritisme                        |        | 0,7 %  | 1,1 %  | 1,3 %  | 2,0 %  | 1,8 %  |
| Rites afro-brésiliens             |        | 0,6 %  | 0,4 %  | 0,3 %  |        | 1,0 %  |
| Autres chrétiens/autres religions |        | 2,5 %  | 2,9 %  | 3,5 %  | 3,2 %  | 4,2 %  |

Source : IBGE, recensements démographiques de 1970, 1980, 1990, 2000, 2010, 2022
Si les tendances démographiques actuelles se poursuivent, les catholiques pourraient passer sous la barre des 50 % d'ici 2030.